# Lamprologus lemairii
Lamprologus lemairii là một loài cá thuộc họ Cichlidae. Nó được tìm thấy ở Burundi, Cộng hòa Dân chủ Congo, Tanzania, và Zambia. Nó sống ở hồ Tanganyika.